# Benjamin Ortmeyer
Benjamin Ortmeyer (* 13. April 1952 in Kiel) ist ein deutscher Erziehungswissenschaftler. Er lehrte als außerplanmäßiger Professor im Fachbereich Erziehungswissenschaften der Goethe-Universität Frankfurt am Main. Ortmeyer beschäftigt sich hauptsächlich mit der Pädagogik in der Zeit des Nationalsozialismus. Mit seiner Habilitationsschrift Mythos und Pathos statt Logos und Ethos löste Ortmeyer eine Diskussion über die Verstrickung des Pädagogen Peter Petersen in die NS-Rassenideologie und über die mögliche Umbenennung von Schulen und Straßen aus, die nach ihm oder anderen belasteten Pädagogen, darunter auch Eduard Spranger, benannt sind. Ortmeyers Untersuchungen veranlassten verschiedene Schulen in Deutschland, sich umzubenennen.

## Leben und Wirken
Von 1975 bis 2003 unterrichtete Ortmeyer die Fächer Mathematik, Sozialkunde und Musik. 1996 erhielt er den Heinz-Galinski-Preis der Jüdischen Gemeinde Berlin. 1998 wurde er an der Ruprecht-Karls-Universität Heidelberg mit einer Arbeit über die Schicksale jüdischer Schüler in der Zeit des Nationalsozialismus promoviert.
1999 wurde er vom Staatlichen Schulamt für die Stadt Frankfurt am Main zwangsweise von der Frauenhofschule, einer Grundschule in Frankfurt-Niederrad, an die Paul-Hindemith-Schule versetzt, eine integrierte Gesamtschule in Frankfurt. Die Mehrheit der Elternvertretung sprach sich gegen die Zwangsversetzung aus. Ortmeyer erhielt Unterstützung von der Gewerkschaft Erziehung und Wissenschaft (GEW), deren Frankfurter Bezirksvorstand er bis 2008 angehörte. Der Hauptpersonalrat warf der Verwaltung politische Gründe für die Versetzung vor und protestierte bei Roland Koch gegen die Personalie. Das hessische Kabinett bestätigte die Entscheidung der Schulverwaltung jedoch. Auch die Verwaltungsgerichte sahen keine Handhabe gegen die Versetzung.
2003 wurde Ortmeyer als wissenschaftlicher Mitarbeiter im Fachbereich Erziehungswissenschaft an die Goethe-Universität Frankfurt abgeordnet. 2008 habilitierte er sich mit der Schrift Mythos und Pathos statt Logos und Ethos. Zu den Publikationen führender Erziehungswissenschaftler zur NS-Zeit: Eduard Spranger, Herman Nohl, Erich Weniger und Peter Petersen. Ortmeyer lehrte seit 2009 als Privatdozent und seit dem 26. Januar 2011 als außerplanmäßiger Professor an der Goethe-Universität. 2012 bis 2018 leitete er dort zusammen mit Micha Brumlik eine Forschungsstelle NS-Pädagogik.

## Auseinandersetzung um die Nationalhymne
Ortmeyer veröffentlichte 1991 die Broschüre Argumente gegen das Deutschlandlied. Geschichte und Gegenwart eines furchtbaren Lobliedes auf die deutsche Nation. Er kritisiert unter anderem, dass das Lied für die Verfolgten des NS-Regimes emotional mit den Verbrechen dieses Systems verbunden sei und dass sein Verfasser Hoffmann von Fallersleben antisemitisch und militaristisch, keinesfalls jedoch demokratisch eingestellt gewesen sei. Zudem gebe es kein Gesetz, das dieses Lied als Nationalhymne bezeichne.
Die Broschüre führte zu heftigen Diskussionen in den Massenmedien, nachdem der hessische Landesverband der GEW sie während der Fußball-Weltmeisterschaft 2006 als pädagogisches Hilfsmittel neu aufgelegt hatte. Das Vorwort zur Neuauflage hatten der GEW-Bundesvorsitzende Ulrich Thöne und der hessische Landesvorsitzende Jochen Nagel verfasst. Gegen die Broschüre titelte die Boulevardzeitung Bild: „Lehrer-Gewerkschaft macht unsere Nationalhymne mies – Die Lehrer-Gewerkschaft Erziehung und Wissenschaft (GEW) will uns das Singen der deutschen Nationalhymne vermiesen!“ Auch andere Tageszeitungen übten heftige Kritik. Theo Zwanziger, der Präsident des Deutschen Fußball-Bundes, bezeichnete die Broschüre als skandalös: „Wir freuen uns in ganz Deutschland über den Beginn der Normalität, nur diese Leute bekommen das nicht mit.“ Weitere Kritik kam von Politikern der CDU und FDP und aus Teilen der Wissenschaft. Hans Ottomeyer, der Generaldirektor des Deutschen Historischen Museums Berlin, bezeichnete die Argumente der Broschüre als Unfug. Daraufhin zog Ulrich Thöne die Broschüre zurück: „Diese Broschüre kommt aus dem Museum und ist nicht unser aktueller Debattenbeitrag zum Thema Nationalbewusstsein.“ Walter Jens erklärte dagegen: „Wenn ich an unserem Land etwas auszusetzen habe, dann ist es diese unsägliche Nationalhymne mit dem teilweise unverständlichen Text. Wer weiß denn schon, was ‚des Glückes Unterpfand‘ ist.“ Mit den heftigen Reaktionen auf die Schrift Ortmeyers befasst sich die Publikation Irrsinn der Normalität. Aspekte der Reartikulation des deutschen Nationalismus.

## Habilitationsschrift
In seiner Habilitationsschrift Mythos und Pathos statt Logos und Ethos beschäftigte sich Ortmeyer mit den Pädagogen Eduard Spranger, Herman Nohl, Erich Weniger und Peter Petersen in der NS-Zeit. Darin schildert er u. a. Petersens gedankliche Nähe zum Nationalsozialismus. In einem Artikel über „rassische Hochwertigkeit“ bekämpfte Petersen das liberale „Wahnideal von der Gleichheit der Völker“ und erklärte es zur „Pflicht hochwertiger Völker und Rassen, ihr Erbgut rein zu halten“. In einer Buchrezension aus dem Jahr 1933 für die Zeitschrift Blut und Boden schrieb er: „Weil es dem Juden unmöglich wird, unsre Art innerlich mitzuleben, so wirkt er in allem, das er angreift, für uns zersetzend, verflachend, ja vergiftend und tritt alles in den Dienst seines Machtstrebens.“ Ortmeyer bewertet deshalb Petersens Haltung in der Zeit des Nationalsozialismus kritisch:

„Petersens Unterstützung des NS-Staats, sein ausgewiesener Rassismus, seine klare Ausrichtung auf Militarismus und deutschen Nationalismus stehen nicht allein. Petersens manipulative schulpädagogische Technik der ‚Führungslehre‘ wird als Vorbereitung auf Befehl und Gehorsam und Führerauslese eingepasst in die nazistische Vorstellung von Führertum.“

In der von Ortmeyers Veröffentlichung ausgelösten Debatte um das öffentliche Gedenken an Petersen gab es jedoch auch Stimmen, die Petersen verteidigten: Jürgen John, emeritierter Professor für Regionalgeschichte an der Friedrich-Schiller-Universität Jena (Petersens langjähriger Wirkungsstätte), wirft Ortmeyer vor, er unterstelle Petersen fälschlich eine reaktionäre Grundausrichtung und einen antidemokratisch-autoritären Erziehungsstil. Hartmut Draeger, Vizepräsident der Gesellschaft für Jenaplan-Pädagogik (ein von Petersen entwickeltes Schulkonzept), hält diesen trotz der von Ortmeyer zitierten Äußerungen für einen Reformpädagogen, der selbst unter der Diktatur versucht habe, sein humanistisches Schulkonzept aufrechtzuerhalten.

## Umbenennungen
Infolge der durch Ortmeyers Habilitationsschrift ausgelösten Diskussion änderten mehrere nach Petersen benannte Schulen ihre Namen. Die Peter-Petersen-Schule in Weiterstadt benannte sich in Anna-Freud-Schule um. Die Schulkonferenz der Peter-Petersen-Schule in Hamburg distanzierte sich am 30. November 2009 einstimmig von Petersen und benannte die Schule nach Irena Sendler. Es folgten weitere Umbenennungen von Schulen: In Bergheim heißt eine ehemalige Peter-Petersen-Schule nun „Schule am Römerturm“, in Köln-Höhenhaus benannte sich eine Grundschule in „Rosenmaarschule“ um, und in Frankfurt am Main heißt eine früher nach Petersen benannte integrierte Gesamtschule heute nur noch „IGS Eschersheim“. Das Mannheimer Peter-Petersen-Gymnasium benannte sich 2014 in Johanna-Geissmar-Gymnasium um. Der Petersen-Platz in Jena wurde nach einer langen und öffentlichen Debatte 2011 in Jenaplan umbenannt.
Zu ähnlichen Debatten führte Ortmeyers Bewertung des in der Nachkriegszeit in Westdeutschland hoch geschätzten Pädagogen Eduard Spranger. Für Ortmeyer gehörte Spranger in der Zeit des Nationalsozialismus zu den pädagogischen „Grauzonen-Kollaborateuren“ und fiel durch antisemitische Überzeugungen auf; er dürfe auf keinen Fall durch Schulnamen geehrt werden. Im Spätherbst 2016 sandte Ortmeyer Broschüren mit seinen Erkenntnissen an alle acht nach Spranger benannten Schulen in Deutschland, wo es daraufhin zu Diskussionen und Veranstaltungen und in mindestens drei Fällen (darunter wiederum Schulen in Frankfurt und Mannheim) zu Umbenennungen kam. Das Eduard-Spranger-Gymnasium in Landau in der Pfalz diskutierte ebenfalls über eine Umbenennung, die im Mai 2018 von Schul- und Elternvertretern mehrheitlich abgelehnt wurde. Ortmeyer schlug daraufhin vor, dem Gymnasium nach dieser Entscheidung die 2016 verliehene europäische Auszeichnung „Schule ohne Rassismus – Schule mit Courage“ abzuerkennen, was empörte Reaktionen der Schulgemeinschaft auslöste.

## Ehrungen
- Heinz-Galinski-Preis der Jüdischen Gemeinde Berlin (1996)
- Werner-Pünder-Preis der Sozietät Clifford Chance (2009)

## Publikationen
- Argumente gegen das Deutschlandlied. Geschichte und Gegenwart eines Lobliedes auf die deutsche Nation. Bund-Verlag, Köln 1991, ISBN 3-7663-2236-2.
- als Herausgeber: Berichte gegen Vergessen und Verdrängen von 100 überlebenden jüdischen Schülerinnen und Schülern über die NS-Zeit in Frankfurt am Main. Wehle, Witterschlick/Bonn 1994, ISBN 3-925267-85-9.
- Schulzeit unterm Hitlerbild. Analysen, Berichte, Dokumente (= Fischer. 12967). Fischer-Taschenbuch-Verlag, Frankfurt am Main 1996, ISBN 3-596-12967-2.
- als Herausgeber: Jiddische Lieder gegen die Nazis. Kommentierte Liedertexte mit Noten, (auch transponiert für Klarinette in Bb). Wehle, Witterschlick/Bonn 1996, ISBN 3-89573-060-2 (Text vorwiegend jiddisch in Transkription und deutscher Übersetzung).
- Schicksale jüdischer Schülerinnen und Schüler in der NS-Zeit – Leerstellen deutscher Erziehungswissenschaft? Bundesrepublikanische Erziehungswissenschaften (1945/49–1995) und die Erforschung der nazistischen Schule. Wehle, Witterschlick/Bonn 1998, ISBN 3-89573-077-7 (Zugleich: Heidelberg, Universität, Dissertation, 1998).
- Die GEW und die Nazi-Zeit. „Die GEW muß ihre eigene Tätigkeit kritisch überprüfen“. Offener Brief an die Bundesvorsitzende der GEW und den Hauptvorstand der GEW. Anläßlich des 60. Jahrestages des Novemberpogroms 1938. Wehle, Witterschlick/Bonn 1999, ISBN 3-89573-088-2.
- Mythos und Pathos statt Logos und Ethos. Zu den Publikationen führender Erziehungswissenschaftler in der NS-Zeit: Eduard Spranger, Herman Nohl, Erich Weniger und Peter Petersen. Beltz, Weinheim u. a. 2009, ISBN 978-3-407-85798-9 (= Zugleich: Frankfurt am Main, Universität, Habilitations-Schrift, 2008).
- mit Katharina Rhein: Indoktrination. Rassismus und Antisemitismus in der Nazi-Schülerzeitschrift „Hilf mit!“ (1933–1944). Analyse und Dokumente. Beltz Juventa, Weinheim u. a. 2013, ISBN 978-3-7799-2889-8.
- Jenseits des Hippokratischen Eids. Josef Mengele und die Goethe-Universität. Protagoras Academicus, Frankfurt am Main 2014, ISBN 978-3-943059-13-7.
- mit Katharina Rhein: NS-Propaganda gegen die Arbeiterbewegung. 1933–1945. Imitation und Indoktrination. Beltz Juventa, Weinheim u. a. 2015, ISBN 978-3-7799-3308-3.
- Rassismus und Judenfeindschaft in der NSLB-Zeitschrift „Deutsches/Nationalsozialistisches Bildungswesen“. 1933–1943 (= NS-Ideologie im Wissenschaftsjargon. 1). Protagoras Academicus, Frankfurt am Main 2016, ISBN 978-3-943059-18-2.
- mit Saskia Müller: Die ideologische Ausrichtung der Lehrkräfte 1933–1945. Herrenmenschentum, Rassismus und Judenfeindschaft des Nationalsozialistischen Lehrerbundes. Eine dokumentarische Analyse des Zentralorgans des NSLB.  Beltz Juventa, Weinheim u. a. 2016, ISBN 978-3-7799-3414-1.